# Український науково-дослідний інститут географії та картографії
Украї́нський науко́во-до́слідний інститу́т геогра́фії та картогра́фії — науково-дослідна установа при Народному Комісаріаті Освіти УРСР, заснована 1927 року в Харкові. Закритий інститут у 1934 році.
У жовтні 2012 року виповнилося 85 років з часу відкриття першого в Україні географічного інституту академічного типу — Українського науково-дослідного інституту географії та картографії (УНДІГК). За час свого короткотривалого існування колективу Інституту, очолюваного академіком Стефаном (Степаном) Рудницьким, вдалося організувати і розпочати фундаментальні наукові дослідження з основних галузей географічної науки.
Рішенням НКО УСРР 1 жовтня 1927, згідно з п'ятирічним Планом розгортання науково-дослідних установ НКО, офіційно розпочав свою діяльність Український науково-дослідний інститут географії та картографії. Директором УНДІГК було призначено С. Рудницького.
Основні завдання, що ставилися перед Інститутом зводилися до наступних позицій:
- проводити наукові дослідження у сфері загальної та описової географії, в першу чергу географії України;
- особливу увагу приділяти розвитку картографії;
- розвивати українську наукову літературу в галузі географії та її допоміжних наук;
- розробляти методику навчання географії в школах України усіх типів;
- надавати допомогу науковим, державним і громадським установам та організаціям кваліфікованими експертизами в тих справах, що мають відношення до географічної науки.

І хоча статут передбачав також можливість відкриття у подальшому нових відділів Інституту, відкривати свої філії і т. д., як відомо з названих відділів у УНДІГК упродовж 1927–1934 працювали лише такі як: — відділ математичної географії та картографії (завідувач — академік С. Рудницький); — відділ фізичної географії (завідувач — професор М. Дмитрієв); — відділ біогеографії (завідувач — професор Г. Величко); — відділ антропогеографії (реорганізований у відділ економічної географії) під керівництвом професорів Володимира Ґериновича (1927–1928), К. Дубняка (1928–1929), І. Ландо (1929–1934); — відділ описової географії (завідувач — професор К. Дубняк) — ліквідований у 1928 р.
При УНДІГК діяла фундаментальна географічна бібліотека, основу якої склали книжки привезені С. Рудницьким з Праги, а також зібрані на перших етапах функціонування Інституту географічні видання з власних бібліотек співробітників. Як окрема структурна одиниця в складі бібліотеки функціонувала картотека, що являла собою збірку географічних карт усіх типів й усіх земель світу. В УНДІГК діяла власна картографічна майстерня, а також готувалося відкриття географічного музею.
Дослідницька програма наукової школи УНДІГК сповна була обґрунтована лідером школи С. Рудницьким у статті «Завдання Українського географічного інституту та його видавництв». Стаття фіксувала становище української географічної науки, точніше її відсутність, на середину 1920-х рр. ЇЇ зміст розкриває нам умови становлення Інституту як самостійної організації, показує головні підходи С. Рудницького до розуміння сутності самої географії і завдань та пріоритетних напрямків розвитку науки в УНДІГК зокрема і в Україні загалом. Особливу увагу С. Рудницький наголошував на необхідності картографування українських земель, видавництва різноманітних карт та якнайшвидшого комплексного дослідження усіх українських земель. Серед пріоритетних напрямків роботи Інституту С. Рудницький називав і підготовку висококваліфікованих фахівців у галузі географії. Розкривається і стратегія популяризаторської роботи щодо поширення географічних знань. Окремо С. Рудницький розробив і підкреслив пріоритети видавничої діяльності Інституту.
В 2013 р. вийшло друком перше в історії української географії монографічне видання присвячене комплексному дослідженню УНДІГК: Шевчук С. М. Наукова школа Українського науково-дослідного інституту географії та картографії / С. М. Шевчук. — Полтава: ПНПУ імені В. Г. Короленка, 2013. — 270 с.
В книзі охарактеризовано особливості становлення та розвитку наукової школи Українського науково-дослідного інституту географії та картографії, який діяв у Харкові впродовж 1927–1934 років. Матеріали дослідження базуються на архівних фондах, ряд з яких представлено вперше. Розкрито історію функціонування, персональний склад та основні наукові здобутки даної наукової школи в галузі вітчизняного землезнання.